# Animación (deporte)
La animación o porrismo (en inglés: cheerleading) consiste en el uso organizado de la música, el baile, los saltos, la acrobacia y la gimnasia con el fin, entre otros, de impulsar la asistencia y participación del público en una actividad determinada, relacionada ordinariamente con el mundo del espectáculo y el deporte. Los espectáculos de animación son frecuentes, sobre todo, en deportes de equipo y, aunque pueda haber animadores varones, esta labor es realizada de forma mayoritaria por féminas, en muchos casos para dar apoyo y ánimos a un equipo deportivo masculino. La animación ha cobrado tal importancia que ha pasado a considerarse un deporte en sí mismo e, incluso, un deporte de alto rendimiento. No suele haber un uniforme reglamentado, pero el atuendo para realizar esta actividad física se suele caracterizar por el uso de indumentaria elástica hecha con colores vistosos y corte llamativo.
Habiéndose originado en Estados Unidos, la animación posee una gran tradición, con aproximadamente 1,5 millones de porristas solo en el país americano. Además de su fin ya mencionado, es considerado como un deporte más, existiendo incluso competiciones mundiales como The Cheerleading Worlds, en la cual compiten más de mil equipos para ganar la medalla de oro que los distinga como el mejor grupo animador. En el resto del mundo es poca la práctica de la animación, salvo en algunos países con influencia de los deportes de EE. UU. o con concursos de animación auspiciados por marcas privadas. Se estima que la animación posee alrededor de 100.000 participantes repartidos en diferentes países del todo el mundo, entre los que se destacan: Australia, Canadá, China, Colombia, Chile , Venezuela, Argentina, Costa Rica, Finlandia, Francia, Alemania, Japón, Países Bajos, Nueva Zelanda y Reino Unido.

## Historia de la animación
Thomas Peebles, un estudiante graduado de la Universidad de Princeton introdujo en 1884 la idea de la animación para animar al público de la Universidad de Minnesota. Sin embargo, no fue hasta 1898 que Johnny Campbell, estudiante de Minnesota dirigió a la multitud cantando:
"Rah, Rah, Rah! Sku-u-mar, Hoo-Rah! Hoo-Rah! Varsity! Varsity! Varsity, Minn-e-So-Tah!", haciendo de Campbell el primer animador el 2 de noviembre de 1898. Este fue un intento de hacer que los aficionados animaran a su equipo en las competiciones deportivas. Aunque en la actualidad se estima que alrededor de un 90 % de los animadores son mujeres, la animación comenzó como una actividad típicamente masculina. Según se extendía la práctica, se fue convirtiendo en una práctica femenina. Un factor importante para que esto ocurriera así era la escasa disponibilidad de deportes para mujeres. En los años 1950, la mayoría de escuelas norteamericanas habían formado equipos de animadores.
En 1948, Lawrence "Herkie" Herkimer formó la NCA (National Cheerleading Association). En los años 1960, tuvieron lugar los primeros campeonatos de animación (Collegiate Cheerleading Championships). Se cree que los Baltimore Colts, equipo de la NFL, fueron los pioneros en tener un equipo de animación. Sin embargo, fueron las animadoras de los Dallas Cowboys quienes más impulsaron la expansión de la animación. En los años 1980, con el desarrollo de la animación, se fueron incorporando a las actuaciones saltos, volteretas y movimientos gimnásticos cada vez más complicados y peligrosos. Esto hizo que se crearan una serie de guías de seguridad, se popularizaran los cursos de seguridad e incluso aparecieron certificados oficiales (AACCA y NCSSE) para los entrenadores.
En los años 1990 comenzaron a surgir equipos profesionales de animación, no asociados a ningún equipo deportivo, cuya única meta era participar en competiciones de animación.

## Divisiones

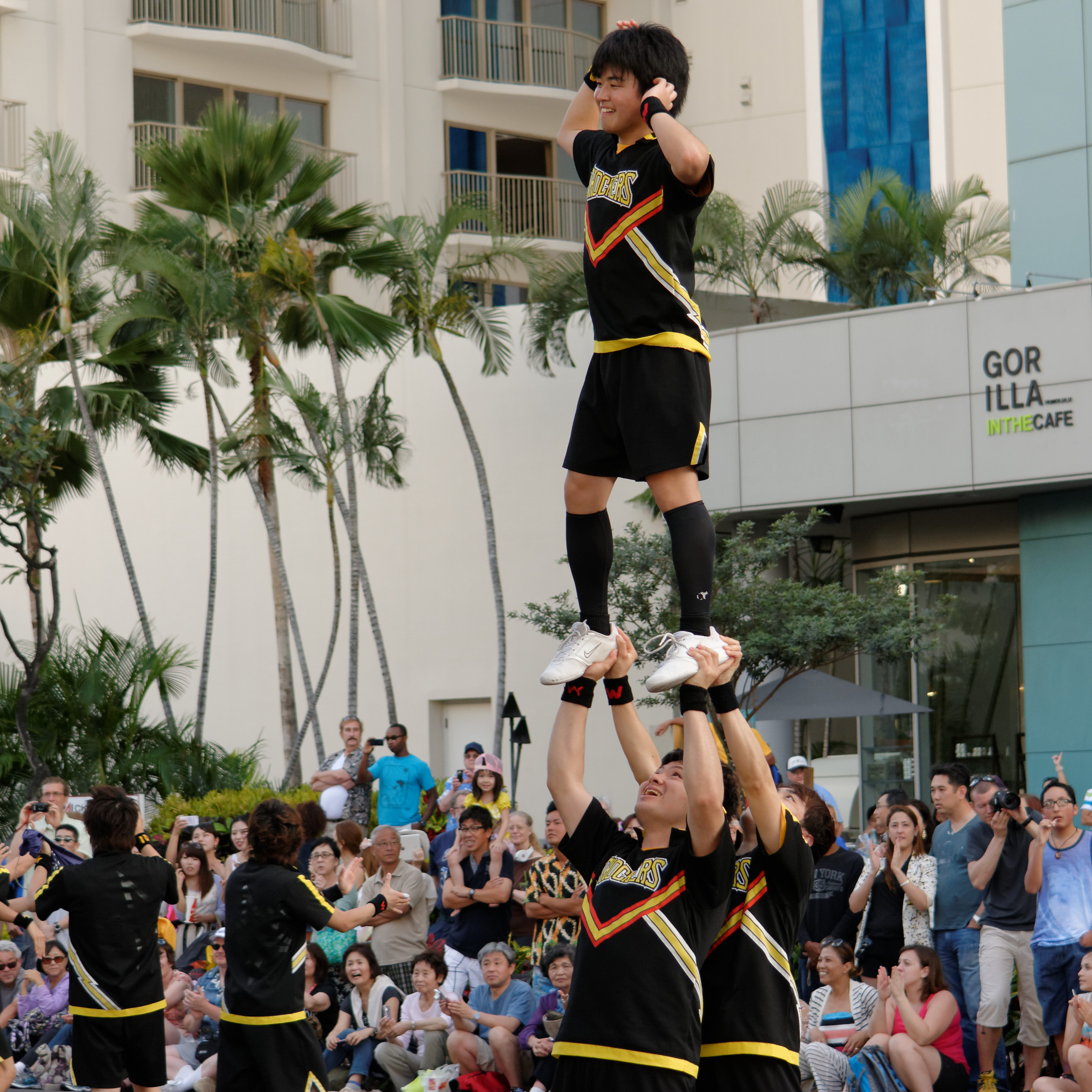
El equipo masculino japonés "Shockers", Honolulu Festival de 2014.

Existen diferentes tipos de Porrismo, el que más conocemos es el de Clubes All Stars, o clubes donde existen más de 100 categorías, También está el Porrismo institucional que son las categorías escolares, Colegiales y Universitarias, desde el año 2007 se incorporan los procesos de Selección Nacional desde que establece la International Cheerleading Union, aunque ya la International Cheerleading Federation estaba realizando mundiales de Porrismo, Otra parte del Porrismo lo compone en Baile competitivo llamado Cheer Performance, compuesto por categorías de Baile como Jazz, Contemporario, Kicks, Pom, y Hip Hop, que se categoriza a nivel Institucional, Colegial y Universitario, y la parte profesional enfocado en las Porristas de la NFL.
Las Categorías se han ido transformando desde Tiny, Minis, Youth, Juniors, Seniors y Open, a las categorías de U6, U8, U12, U16, U18 y Open, también hubo una transformación desde la primera década del 2000, de ser Intermediate y Advanced, a seis niveles que pasaron posteriormente a ser siete a finales de la segunda década, por allá en el 2019.
Las categorías de animación son Cheer, Poms y "dance". La primera incluye pirámides, cargadas individuales, saltos, partners o coeds, gimnasia, lanzamientos acrobáticos y baile. Las rutinas allstar de porrismo duran por reglamento dos minutos y medio o dos minutos, dependiendo del nivel de dificultad que cada equipo realice en sus elementos. Los equipos pueden ser femeninos o mixtos (Coed). En la mayoría de las categorías existen tres indicadores para elegir el nivel en el que el equipo debe participar, por un lado la edad, el nivel de dificultad (del 1 al 7) y el tipo de institución que representen (universidad, escuela o club deportivo, entre otros). Poms, es una categoría que se caracteriza por el uso de pompones en las rutinas. Esta se concentra principalmente en el baile tomando elementos de otras disciplinas como podrían ser del ballet, el jazz dance y el cheer. Las rutinas duran entre dos minutos y medio y/o tres. Los equipos, en su mayoría, son femeninos. Los niveles en esta categoría se definen por la edad de las bailarinas del equipo, por la institución que representen y el nivel de dificultad.
"Dance", consiste en la visualmente perfecta coordinación y sincronía de una rutina de solo baile con géneros normalmente como el hip hop y break dance, y ocasionalmente durante la rutina ejecutar acrobacias o uno que otro elemento gimnástico o variaciones. La rutina de dance dura igual que en las otras categorías dos minutos con treinta segundos. Los niveles se definen por la edad de los bailarines. Los equipos son mayormente mixtos en esta categoría.
Los niveles por edades son: júnior (8 a 14 años), juvenil o sénior (15 a 18 años) y open (18 en adelante). También se tiene en cuenta la institución que puede ser colegial, universitaria o equipos All Star, ya que cada una tiene un reglamento y nivel de exigencia diferente. El equipo normalmente se compone de 24 miembros, aunque también puede haber menos. Las categorías de animación son independientes de ser mixtas, masculinas o femeninas.

## Animación en otros países

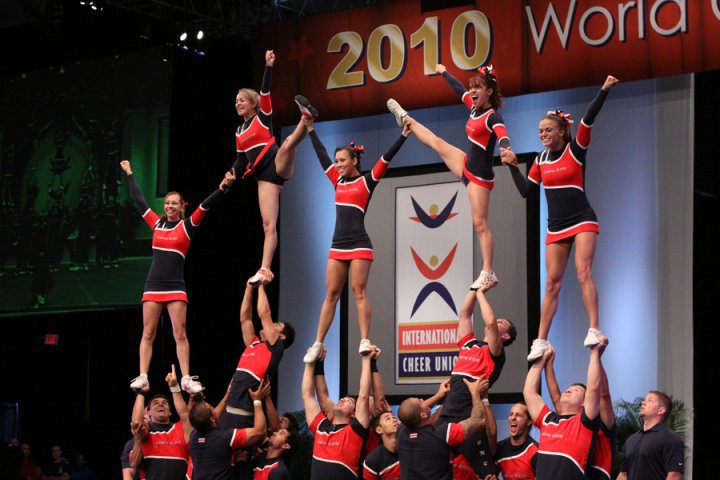
Team Costa Rica ICU Worlds 2010.

En Chile esta actividad que allí se denomina "Barras" ha tenido una rápida difusión desde comienzos de los años 90, con competencias periódicas en que participan colegios secundarios y universidades, algunos miembros de varias federaciones internacionales de animación tales como UCA, UDA, IASF y USASF. Tras los mundiales 2006-2012 Chile se consolida en la disciplina.
Costa Rica es uno de los primeros cuatro países que reconoció el porrismo como deporte en las arcas de un gobierno y mantiene un continuo crecimiento en la disciplina en todo el país. En 1984 inicio ADENPO con el manejo del Porrismo en CR El año 2011 el ICODER bajo la Dirección del Lic. Luis Peraza debido a la proliferación de muchas asociaciones deportivas en diferentes deportes, da la orden de que todas las asociaciones deberían conformar federaciones para establecer la representación nacional, y es cuando la Asociación Nacional de Porrismo (ADENPO) dirigida por la Sra. Magda Mirabelli, Asociación Deportiva Metropolitana de Porrismo (ADEMEP) dirigida por Ronald Alán, la Asociación Deportiva Universitaria (ADU) por don Gerardo Corrales y ADEPA Asociación Deportiva de Porrismo dirigida por Andrés Salazar (RIP), únicas asociaciones deportivas en orden del Porrismo costarricense y el 16 de marzo de 2011, se forma la primera Federación bajo la Dirección de Ronald Alán. Llamada FECOPA. (Federación Costarricense de Porrismo y Afines). Posteriormente bajo el nombre de FECAD CR (Federación de Cheer and Dance Costa Rica), la cual fue dirigida en esta ocasión por Juan Carlos Araya (destituido en el 2013 por denuncia de la fiscalía) y queda dirigida por Laura Alán, quien es Sport Manager  graduada del CIES y la FIFA, además Project Manager, Empresaria,  quien continúo al mando de la federación con los procesos de Selecciones Nacionales, masificación deportiva, cursos para entrenadores, capacitaciones de primeros auxilios, entre otros. Se logró obtener nuevamente la Representación Nacional de manera indefinida por el CND y el ICODER, gracias al  trabajo de Laura Alán y el equipo que conformó durante varios años, además logró consolidar la Representación Internacional por parte de la ICU, Representación del Comité Olímpico, en la actualidad, es la Federación Cheer and Dance Costa Rica quien se ha encargado en los últimos años de masificar el Porrismo del país de forma profesional, buscando inclusive alianzas con el Patronato Nacional de la Infancia, Ministerio de Educación Pública y otras organizaciones públicas de Costa Rica . FECAD CR ha sido también reconocida por el Comité Olímpico y fue uno de los primeros países que reconoció el Porrismo como deporte dentro de las arcas del Gobierno costarricense. Actualmente es considerada una de las principales potencias de porrismo en Latinoamérica y es una de las primeras en el mundo en modalidad de parejas tras la participación 2012-2014. Es reconocida por la ICU, la USASF y posteriormente la IASF. 
Con la International Cheer Union (Mayor ente de este deporte) Costa Rica ha sido tres veces campeón mundial Partner Stunt (2010,2013,2014), una vez subcampeón mundial Partner Stunt (2012). una Medalla de Bronce (2019) 2 Medallas de Oro en Special Abilties (2018 2919), 2 Medallas de Oro en la Categoría Elite, tanto Coed como femenina, así como una medalla de Plata en la Categoría Junior Coed Advanced (Esto en el primer Mundial Virtual por motivos de la Pandemia, y ese mismo año Ganó 3 medallas de Oro en el Campeonato Panamericano Virtual 2021, en las Categorías Elite Femenino y coed, así como la Cagegoría Junior Coed Advanced (2021) esto bajo la dirección de RA y dos Copas de Naciones (2013,2014). Independientemente equipos universitarios, "AllStars" y parejas costarricenses han conseguido posicionarse en los primeros lugares de UCA y NCA championships; alcanzado un Grand Champion UCA 2013 por su participación Coed Partner Stunt y colocarse en el top 10 del IASF-USASF Worlds.  Costa Rica actualmente ha tenido atletas que gracias al deporte han estudiado en universidades prestigiosas, gracias a la práctica del Cheer. Actualmente la FECAD CR (Federación Cheer and Dance Costa Rica) ostenta la representación nacional de Costa Rica. Sin embargo fue desafilada por el ICU, debido a la negativa de la federación hacia ICU de no permitir monopolizar el país.
En México, este deporte se ha ido acrecentando también, siendo avalado este deporte por la Federación Mexicana de Porristas y Grupos de Animación (FMPGA) organismo que regula y reglamenta las competencias en México y subdivisiones como la Confederación Olímpica de Porristas (COP Brands) y Organización Nacional de Porristas (ONP), siendo estas las organizaciones más grandes en el país. Existen más de 500 equipos y casi 10.000 atletas que practican este deporte, además de una Selección Nacional Representativa de México la cual obtuvo el primer lugar en la categoría Coed Elite del campeonato mundial de porra organizado por ICU (International Cheer Union) el 24 de abril de 2015 recibiendo la medalla de oro para México.
En Brasil este deporte es difundido en apenas algunas regiones, pero ya existe un campeonato nacional y varios equipos. En la actualidad, 22 equipos están registrados en la UBC (União Brasileira de Cheerleaders), entidad afiliada a la International Cheer Union (ICU), y estos equipos están distribuidos en los estados de São Paulo, Río de Janeiro y Minas Gerais, además del Distrito Federal. Los clubes del fútbol brasileño incluso poseen elencos de animadoras, dando como ejemplo: Corinthians, Palmeiras, Santos, São Paulo, Botafogo y Internacional.
En otros países no se considera un deporte como tal sino más bien un espectáculo efectuado en los interludios de eventos deportivos principalmente en el baloncesto, fútbol americano, etc.

## Integrantes
Existen diferentes posiciones en los equipos de animación, que son:
- Voladora (Flyer): es la persona que se lanza hacia arriba por medio de cargadas. También realiza elementos de equilibrio y flexibilidad.
- Base: la base se encarga de lanzar (atrapándola luego) y cargar a una voladora. Puede ser entre uno y cinco el número de bases para subir a una voladora.
- Central: son los integrantes que realizan más baile y gimnasia al frente o centro de la rutina apoyando al equipo, también emplea algunos levantamientos para poste y flexiones.
- Cuidador (Spotter): su trabajo puede ser como base secundaria o trasera ayudando a cargar a la voladora, así como de cuidador solamente, sin tener contacto con la voladora, para el desmonte. (Backspot)
- Poste: es una voladora situada en posición de hombros (Prep), pero mientras cargan a una poste ella carga a una voladora encima y a una altura considerable.